# سرگر (میرجاوه)
سرگر روستایی در دهستان تمین بخش لادیز شهرستان میرجاوه استان سیستان و بلوچستان ایران است.

## جمعیت
بر پایه سرشماری عمومی نفوس و مسکن در سال ۱۳۹۵ جمعیت این مکان ۶۰ نفر (۱۶خانوار) بوده‌است.